# 阿部秋生
阿部 秋生（あべ あきお、1910年10月24日 - 1999年5月24日）は、日本の国文学者。中古文学専攻。文学博士（論文博士・1959年）（学位論文『源氏物語研究序説』）。東京大学名誉教授。1983年勲二等瑞宝章受章。妻は文学博士・阿部俊子。

## 略歴
秋田県秋田市生まれ。旧姓青柳。樺太で育つ。第一高等学校、東京帝国大学国文科卒、同大学院を1937年に退学、国民精神文化研究所助手を務める。
1943年、一高教授、1950年、東京大学教養学部助教授、1959年、東京大学教養学部教授。『源氏物語研究序説』で同年、文学博士の学位を取得。1966年、東京大学教養学部長。1967年、同学部アメリカ研究資料センター長。1971年、定年退官、東京大学名誉教授となる。
実践女子大学教授、1974年、同大学文学部長、1983年、勲二等瑞宝章受章。1986年、大学定年退職、実践女子大名誉教授、1988年、日本学士院会員となる。

## 著書
- 古事記伝略開題 国民精神文化研究所、1938
- 河村秀根 三省堂、1942
- 吉見幸和 春陽堂、1944
- 紫式部日記全釈 紫乃故郷舎、1949
- 新制大学入試国語の傾向と対策 昭和25年度版 旺文社、1949
- 日本文学史書目解説 山紫書房、1950
- 注釈更科日記 山田書院、1957
- 日本文学史の作品解説 明治書院、1957
- 評解源氏物語 山田書院、1957
- 源氏物語研究序説 東京大学出版会、1959
- 国文学概説 東京大学出版会、1959
- 中古日本文学概説 秀英出版、1961
- 日本文学史 中古篇 塙書房、1966
- 源氏物語の物語論 作り話と史実 岩波書店、1985
- 源氏物語の本文 岩波書店、1986
- 光源氏論 発心と出家 東京大学出版会、1989
- 「源氏物語」入門 岩波書店（岩波セミナーブックス）、1992
- 『日本古典文学全集 源氏物語』の訳（小学館）、1970-76

## 栄典
勲二等瑞宝章